# 泉中央 (仙台市)
泉中央（いずみちゅうおう）は、宮城県仙台市泉区の町丁。郵便番号は981-3133。住民基本台帳に基づく人口は9,775人、世帯数は5,786世帯（2025年1月1日現在）。現行行政地名は泉中央一丁目から泉中央四丁目。住居表示は全域で未実施。
1979年度（昭和54年度）から始まった土地区画整理事業により開発された市街地で、泉区役所や商業施設、文化施設など各種都市機能がここに集積している。仙台市地下鉄南北線の北端である泉中央駅があり、仙台市北部の交通の結節点と位置づけられている。
泉中央に当たる地域はもともと泉市の田園地帯だった。1980年代に仙台市長石井亨が仙台市の市域拡大と政令指定都市への移行に関連して4箇所の副都心構想を打ち出し、その中で泉中央副都心が計画された。仙台市は泉市に対してこの構想に基づく街づくりを示しながら、合併を行った。2021年（令和3年）に策定された仙台市の都市計画では、長町地区と共に泉中央地区が広域拠点とされている。

## 地理

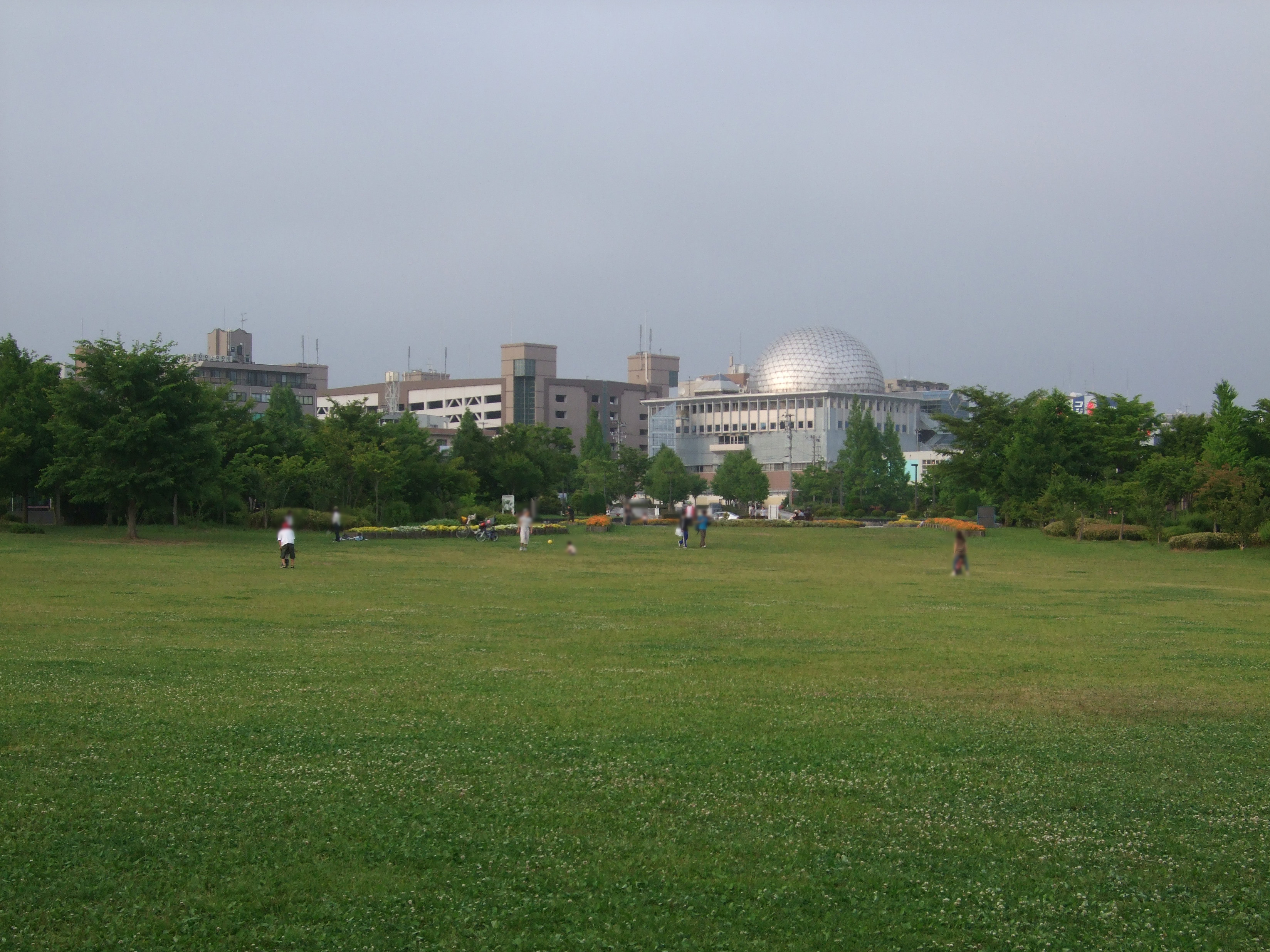
七北田公園の芝生広場越しに見たミルポートSの鏡の球体。

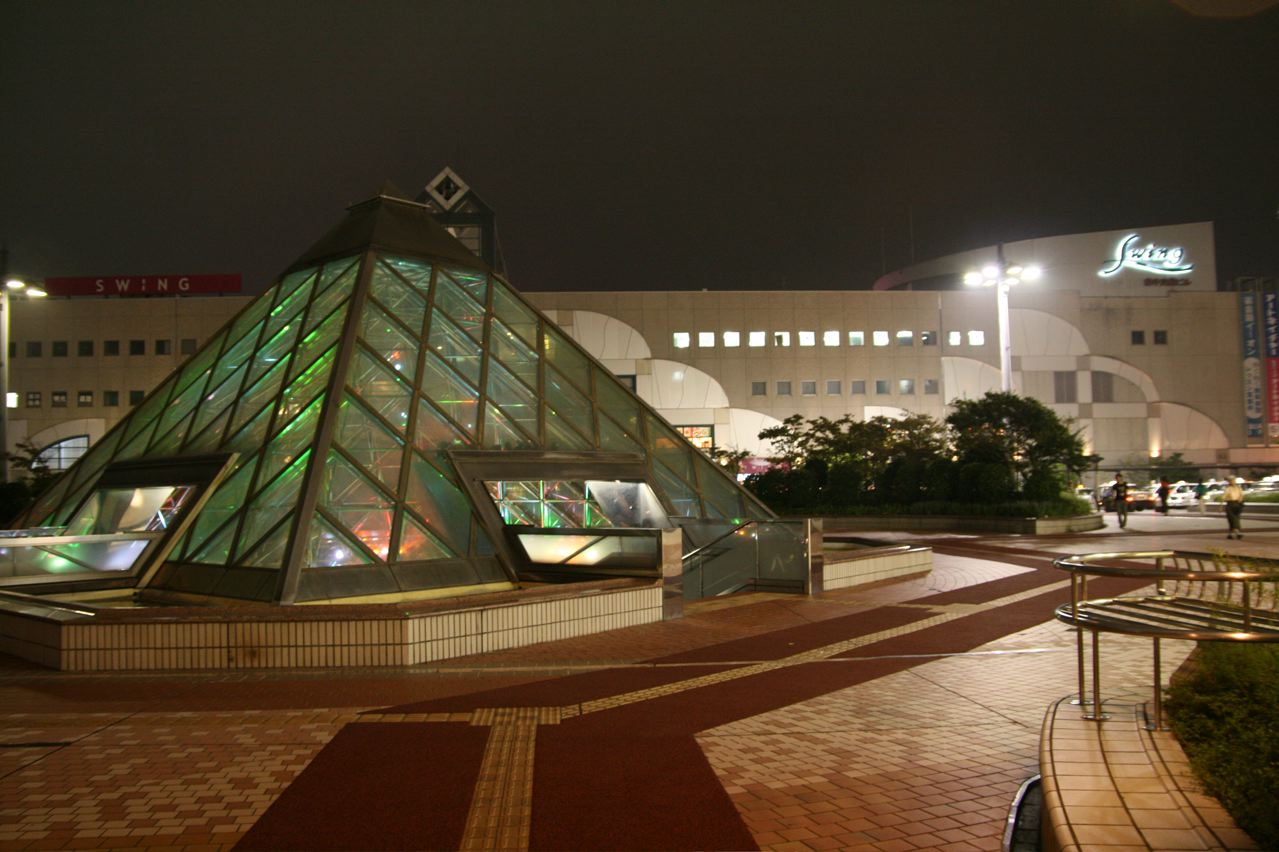
泉中央駅前のペデストリアンデッキの階段の天蓋になっている、噴水付きのガラスのピラミッド。

泉中央は、七北田川北側の河岸段丘に計画的に造成された地域である。川に最も近い段丘面には七北田公園があり、堤防のすぐ後ろの後背湿地には池や噴水、その1つ上の段丘面に芝生公園や、Jリーグベガルタ仙台のホームゲームなどに使用される仙台スタジアム（ユアテックスタジアム仙台）、さらに1つ上の段丘面に諸施設と公園入口がある。
その1つ上の段丘面は商業施設、オフィスビル、マンションなどに利用されている。この段丘面に仙台スタジアムの入口や 仙台市泉図書館が入るミルポートS、泉警察署、ショッピングセンターのセルバなどがある。さらに1つ上の段丘面にアリオ仙台泉や泉区役所、仙台市泉文化創造センター（イズミティ21）、さらにいくつかの段丘面があって、泉中央北側の丘陵地にある将監地区に至る。
地下鉄は七北田川を橋梁で渡河して段丘崖から泉中央駅の地下ホームへ進入する。泉中央駅前のペデストリアンデッキは、セルバに対しては2階に繋がるが、その北側の1つ上の段丘面にあるイトーヨーカドーには1階で繋がるなど、河岸段丘の高低差を利用して歩車分離の動線が設定されている。ペデストリアンデッキの階段や地下鉄の出入口付近にはロードヒーティングが施されているため、降雪があっても積雪せずに融けるようになっている。
泉中央にあるいくつかの公共建造物の意匠は、当時の建築の最先端だったパリのグランプロジェの建物からの借用されている。例えば、ミルポートSはラ・ヴィレット公園のラ・ジェオード（鏡の球体）を、ペデストリアンデッキ部分にあるガラスのピラミッドはルーヴル美術館の中庭を模したものである。

## 歴史
泉市の中心部は、江戸時代の仙台城の城下町から奥州街道を下って最初にある宿駅「七北田宿」を基礎に発展した。昭和40年代までは、旧宿場町の街村の範囲に加えてその東側のかつての田圃が市街地化したが、のちに泉中央となる西側は棚田地域だった。1977年（昭和52年）に西側の田圃の中に泉市役所（現・泉区役所）が移転し、1980年（昭和55年）からは区画整理が始まった。対象面積は101.08ヘクタール、総事業費68億円余で、1980年（昭和55年）に着工された。
1990年代になると、仙台市との合併の際のバーターで多額の公共投資がなされ、急激に発展していく。ただし、1992年（平成4年）の泉中央駅開業時に至ってもまだ平面利用のロードサイド店舗がほとんどを占めており、仙台北部のベッドタウン住民が自動車でアクセスをするショッピングゾーンであった。買物客の流入増に従って、土地を求めて区画整理事業の外の地域、特に泉ヶ岳通り沿いの東の市名坂方面に向かってロードサイド店舗が張り付き、国道4号・仙台バイパス沿道や南の八乙女駅周辺を含めた広い範囲が「泉中央」あるいは「泉」という商圏を形成した。このとき出来たロードサイド店舗は、従来より大きな駐車場を併設したため、都心部と泉中央と結ぶ県道仙台泉線沿いにあった従来型の小規模な駐車場併設のロードサイド店舗は営業不振に陥り、一方で泉はロードサイド商業のメッカになった。
一方、1991年（平成3年）の将監トンネル開通により、泉中央駅より北に位置する富谷町（現・富谷市）などからのアクセスが容易になり、富谷町の人口の急激な増加と相まって、仙台市都心部へ通勤・通学する者が泉中央駅バスプールで乗り換えるようになると、人の滞留が起きるようになり、少しずつ徒歩でショッピングするゾーンに変化が始まった。1997年（平成9年）に仙台スタジアムが完成し、ブランメル仙台（現在のベガルタ仙台）がこれをホームスタジアムとして使用するようになると、仙台の顔の1つである街になっていった。
泉中央駅周辺の渋滞や富谷町の更なる人口増により、ロードサイド店舗の立地の中心は将監がある丘陵の北側、要害川（七北田川支流）沿いの国道4号が通る谷底平野へと移り、さらに両脇河岸段丘から尾根を越えて富谷へと広がって、より巨大な駐車場を備えるようになった。一方の泉中央は、周辺にマンションが林立するようになったこともあって、徒歩移動者が増加し、店舗も必ずしも広い駐車場を設置せず、4階から5階建てのビルも増え、泉中央駅の西側に飲み屋街も成立している。
| | |
| 1975年（昭和50年）撮影。国土交通省 国土地理院 地図・空中写真閲覧サービスの空中写真を基に作成 写真左下から右上に旧・奥州街道が通り、その七北田川より北側の河岸段丘上に旧・七北田宿を基礎とする当時の泉市中心部がある。 | 1984年（昭和59年）撮影。国土交通省 国土地理院 地図・空中写真閲覧サービスの空中写真を基に作成 旧・七北田宿の西側で泉中央の区域が造成され、その南部ではかむり大橋が開通している。 |

### 年表
- 1977年（昭和52年）11月 - 泉市役所が七北田字三本松（現・泉中央）に移転[15]。
- 1980年（昭和55年）3月4日 - 泉土地区画整理事業が認可[15]。着工。
- 1983年（昭和58年）10月17日 - かむり大橋開通[15]。
- 1987年（昭和62年）11月 - 仙台市泉文化創造センター（イズミティ21）開館。
- 1988年（昭和63年）3月1日 - 泉市が仙台市に編入合併。
- 1989年（平成元年）
  - 4月1日 - 仙台市が政令指定都市に移行。旧泉市域は泉区となり、旧泉市役所が泉区役所となる。
  - 7月29日～10月16日 - 第7回全国都市緑化フェア「'89グリーンフェアせんだい」開催。
- 1990年（平成2年）
  - 7月12日 - ミルポートS（仙台市こども宇宙館・仙台市泉図書館）開館。
  - 七北田公園が一部開園[14]。
  - 泉警察署完成。
- 1991年（平成3年） - 将監トンネル開通[14]。
- 1992年（平成4年）
  - 7月1日 - イトーヨーカドー仙台泉店（2013年4月27日：アリオ仙台泉の核店舗化）開店。
  - 7月15日 - 仙台市営地下鉄南北線・泉中央駅開業
- 1997年（平成9年）
  - 6月1日 - 仙台スタジアム（ユアテックスタジアム仙台）が開場。ブランメル仙台（ベガルタ仙台）のホームスタジアムとなる。
  - 6月 - 「泉中央通り」「泉ヶ岳通り」「すいせん通り」「泉中央広場」を仙台市道路愛称名として決定[16]
- 1999年（平成11年）4月1日 - セルバ開業。
- 2016年（平成28年）11月11日 - セルバテラスがグランドオープン。

## 交通

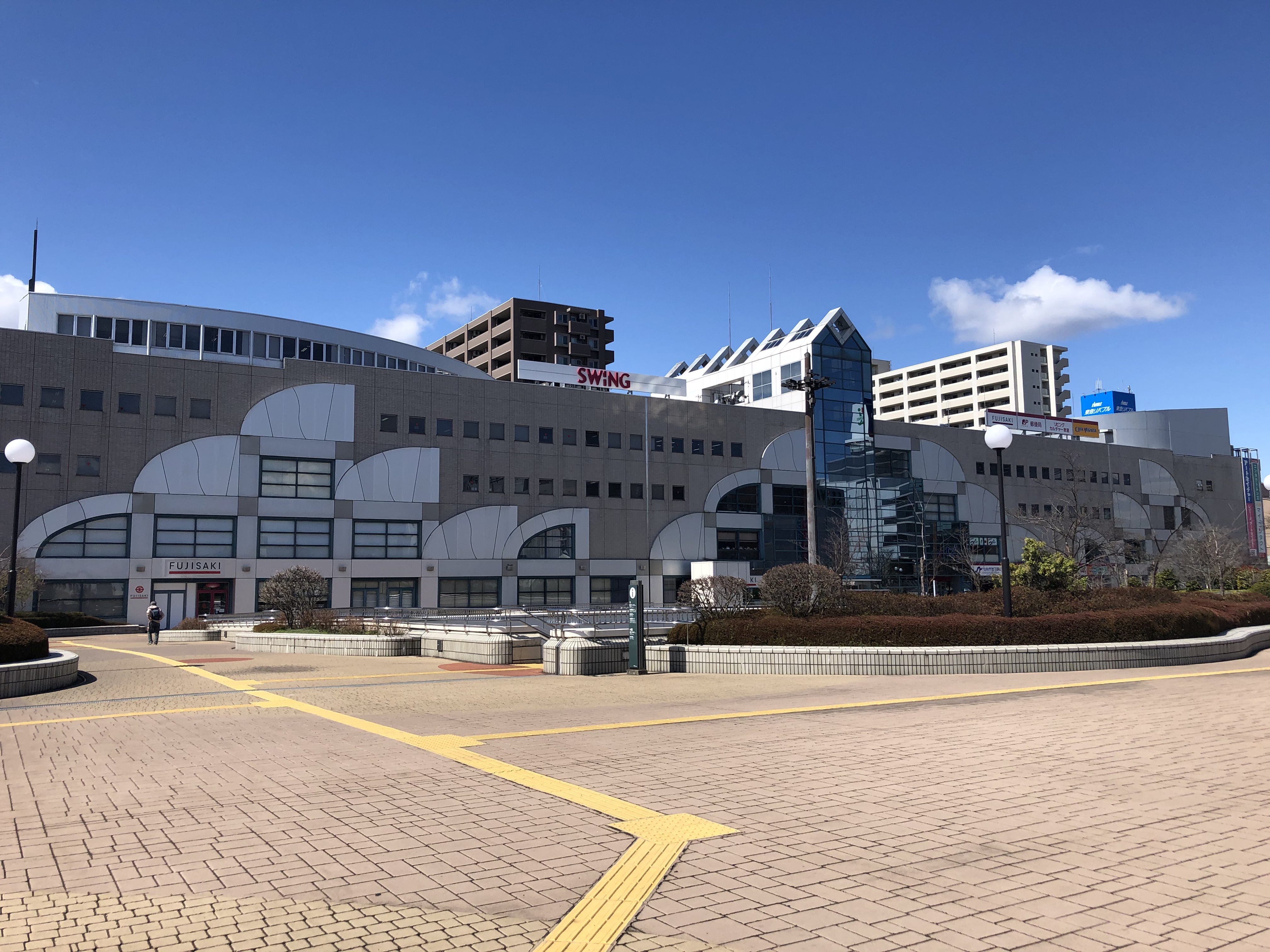
泉中央駅の駅ビル。

泉中央駅は仙台都市圏の北部エリアの玄関口となる駅で、1日平均乗車人数約2万人を誇るターミナル駅である。駅舎は駅ビル「ヒューモススウィング」と一体となっている。駅ビルの東側には泉中央駅のバスターミナルがあり、ここに路線バスが発着している。駅の周辺では、朝夕を中心に慢性的な道路渋滞が発生しており、仙台スタジアムでベガルタ仙台の試合がある日には人通りや渋滞が激しくなる。駅前には泉中央広場、泉区役所前には泉区民広場があり、これらの広場でイベントが開催されることもある。
泉中央と、その東側にある旧七北田宿地区の間には歩行者専用道路の「すいせん通り」が設けられている。スイセンは旧・泉市の市花であり、仙台市との合併後も泉区の花として扱われているものである。